# Igor Markovitch Efimov
Pour l’article ayant un titre homophone, voir Efimov.
Igor Markovitch Efimov (en russe : Игорь Маркович Ефимов), né le 8 août 1937 à Moscou et mort le 12 août 2020, est un écrivain, philosophe, historien et publiciste soviétique, puis russe et américain. Son pseudonyme est Andreï Moskovit.

## Biographie
Efimov finit ses études à l'université polytechnique de Léningrad en 1960 et à l'Institut de littérature Maxime-Gorki en 1973. Il est membre de l'Union des écrivains soviétiques (1965). Efimov est l'auteur des livres Regardez qui est arrivé !, Laborantine, Renverser tout joug, des récits pour les enfants à la radio et à la télévision. À Léningrad dans les années 1960, il fait partie du groupe littéraire Citadins (Gorojane) (avec Boris Bakhtine (ru), Vladimir Goubine (ru), Vladimir Maramzine).
Ce n'est qu'après son départ d'URSS en 1978 que l'on a appris que ses ouvrages philosophiques Métaphysique pratique et Métapolitique, qui circulaient comme samizdat et ont ensuite été publiés en occident sous le pseudonyme de Andreï Moskovit étaient de sa plume.
Une fois émigré, il travaille d'abord à la maison d'édition Ardis Publishing (en), puis fonde la maison d'édition l'Ermitage (1981), qui publie des poèmes, des romans, des essais, qui n'avaient aucune chance d'être édité en Union soviétique. La nouvelle La Valise de Sergueï Dovlatov, par exemple, est éditée en 1986 aux éditions Ermitage. Il publie aussi de nouveaux romans Comme une chair (1980), Archives du Jugement dernier (1982), La Septième femme (1990), une étude historique sur l'assassinat du président Kennedy (1987), des ensembles d'articles. Après 1991, presque tous les livres d'Efimov sont réédités en Russie. Trois de ses romans, Pas la paix, mais l'épée (Ne Mir, no metch) (1996), La Cour et l'affaire (Soud da dela) (2001) et L'Interprète de Novgorod (Novgorodski tolmatch) (2003) sont initialement publiés dans la revue Zvezda (en). Son nouvel ouvrage philosophique est publié en Russie : Le secret honteux de l'inégalité (à Moscou en 2006). En 2005, paraissent les mémoires d'Efimov, Le Nobel paresseux à propos de Joseph Brodsky, en 2006 le roman Nevernaïa. Cinq ouvrages d'Efimov sont édités aux États-Unis en traduction anglaise. Son livre sur l'assassinat du président Kennedy est publié en traduction française en France.

## Critique
Tous les critiques qui ont écrit sur l'œuvre d'Efimov observent le caractère philosophique de sa prose. Yakov Gordine (ru) dans la préface du roman russe Les Archives du Jugement dernier remarque un autre aspect de l'œuvre : « Le véritable héros de la prose d'Efimov a toujours été la passion. En d'autres termes une volonté excitée ».
Joseph Brodsky : 

« Igor Efimov continue la grande tradition des écrivains russes philosophes dont on peut considérer que le fondateur est  Herzen… La Septième femme un roman splendide et picaresque… plein de lyrisme, de satire, d'action intense qui se précipite... vers l'incroyable vitesse en Amérique et en Russie »

## Articles
- (ru) Courte trêve dans la guerre éternelle Краткое перемирие в вечной войне
- (ru) Motifs serbes Сербские мотивы
- (ru) Déclin de l'Amérique au XXIe siècleЗакат Америки в 21-м веке
- (ru) Démocratie réparatrice et coercitive Исправительно-принудительная демократия
- (ru) Souvenir de Brodsky (sur l'ouvrage de Lioudmila Schtern: Brodsky : Ossia, Ioussif, Joseph) Вспоминая Бродского (О книге Людмилы Штерн «Бродский: Ося, Иосиф, Joseph»)
- (ru) Mondes incompatibles Dostoïevski et Tolstoï Несовместимые миры: Достоевский и Толстой
- (ru) Soljenitsyne lit Brodsky Солженицын читает Бродского
- (ru) La volupté du meurtre Сладострастие убийства
- (ru) AttilaГрядущий Аттила
- (ru) Vingt ans plus tard : août 1991. Table ronde du magazine Neva: Двадцать лет спустя: август 1991 года. Круглый стол журнала «Нева», № 8, 2011 Alexandre Melikhov (ru), L. Anninski, Alexandre Kouchner, I. Efimov, Sergueï Gavrov, V. Eliostratov, Dmitri Travine (ru), V. Kavtorine.